# Малый совет
Малый совет (итал. Minor Consiglio) или Герцогский совет - один из органов власти Венецианской республики и служил как советниками, так и партнерами венецианского дожа, разделяя и ограничивая его полномочия.

## Создание
Малый совет был создан, вероятно, где-то между 1172 и 1178 годами, вскоре после Большого совета.У обоих советов были свои предшественники в «совете мудрецов» ( consilium sapientes ), который венецианский патрициат поставил рядом с дожем, чтобы давать ему советы и ограничивать его независимую власть, и это засвидетельствовано по крайней мере с 1143 года.первые известные герцогские советники (consiglieri ducali) были избраны вместе с дожем Пьетро Барболано в 1032 году, чтобы предотвратить повторение монархических тенденций его предшественников.

## Состав
Члены Малого совета избирались Большим советом, и избранным членам запрещалось отказываться от выборов под суровым наказанием. TКоличество герцогских советников было увеличено до шести, по одному на каждый район город. Срок их полномочий длился один год, за которым последовал еще один год (позже увеличенный до 16 месяцев), когда им было запрещено занимать одну и ту же должность. Герцогские советники были ex officio членами Большого совета.
.
Очень скоро после его создания главы Совета Сорока (Capi dei Quaranta) стали ассоциироваться с Малым Советом, иногда заменяя отсутствующих герцогских советников и обладая правом голоса вместе с ними в некоторых вопросах. Эта ассоциация задокументирована как установленный факт к 1231 году.
В 1437 году трое из ушедших в отставку советников года были названы «низшими» советниками, формально не входящими в Малый совет, но которым было поручено представлять его в Преступной сорока.

## Функции
Основная функция Малого совета заключалась в том, чтобы разделять и ограничивать власть дожа. Дож зависел от согласия по крайней мере четырех герцогских советников для обретения силы его решениям и без их личного присутствия не мог открывать депеши, в то время как Малый совет не требовал участия дожа в своих действиях.
В отсутствие дожа или во время междуцарствия Малый совет управлял республикой, а один из герцогских советников - не всегда старший - становился вице-дожем. Малый совет также инициировал выборы нового дожа и был уполномочен вносить изменения в избирательный процесс. Затем вице-дож отвечал за коронацию новоизбранного дожа главным символом его должности - шапкой.
Вместе с Капи деи Куаранта и дожем Малый совет формировал официальное венецианское правительство - Синьорию Венеции, и вместе с советами Сави сформировал фактический кабинет, Полную коллегию.
Малый Совет вместе с дожем председательствовал во всех руководящих советах Республики и имел право инициировать законы и предложения, которые должны были быть представлены Большому Совету. Малый совет также был заранее уведомлен о любом проекте предложения, инициированном другими советами, и имел право отложить его представление Большому совету на три дня. Кроме того, даже отдельные герцогские советники имели право созывать Большой совет. Однако, как только низшие советы приняли решение, Малый совет был обязан ему подчиниться. Присяга герцогских советников прямо обязывала их навязывать это Дожу и противодействовать ему, если он попытается отменить или проигнорировать решение нижестоящих советов.
В составе Синьории Малый совет участвовал в надзоре за судами, и выносил решения по юрисдикции в спорах между младшими магистратами. Присяга дожа обязывала его и его герцогских советников лично посещать суды и выслушивать любые жалобы, поступающие к ним там.. До 1446 года Малый совет также нес ответственность за толкование закона.
Кроме того, герцогские советники отвечали за надзор за управлением самой Венецией и выборами ее должностных лиц. В финансовых вопросах Малый совет изначально имел право распоряжаться государственными фондами до 10 фунтов золота, но это право было отменено в 1441 году.

## Sources
- Brown, Horatio F. [[[:Шаблон:GBurl]] Venetian Studies]. — London : Kegan Paul, Trench & Co, 1887.
- Da Mosto, Andrea. L'Archivio di Stato di Venezia. Indice Generale, Storico, Descrittivo ed Analitico. Tomo I: Archivi dell' Amministrazione Centrale della Repubblica Veneta e Archivi Notarili :  [итал.]. — Rome : Biblioteca d'arte editrice, 1937.
- Lane, Frederic Chapin. Venice, A Maritime Republic. — Baltimore, Maryland : Johns Hopkins University Press, 1973. — ISBN 0-8018-1445-6.